# 香港島專線小巴45A線
香港島專線小巴45A線是香港一條由西營盤站（第一街）至干德道的小巴循環線，主要方便半山區居民往返西營盤站轉乘港鐵，或到西營盤／正街街市買菜。
本線另設有輔助線45S，起訖點與45A相同，惟往西營盤方向，過羅便臣道後直接取道柏道往卑利士道，不經翡翠園以西的一段羅便臣道、屋蘭士街及列堤頓道，只在星期一至六日間提供服務，紅假期全日不設服務。

## 歷史
- 1991年：路線進行招標。[1]

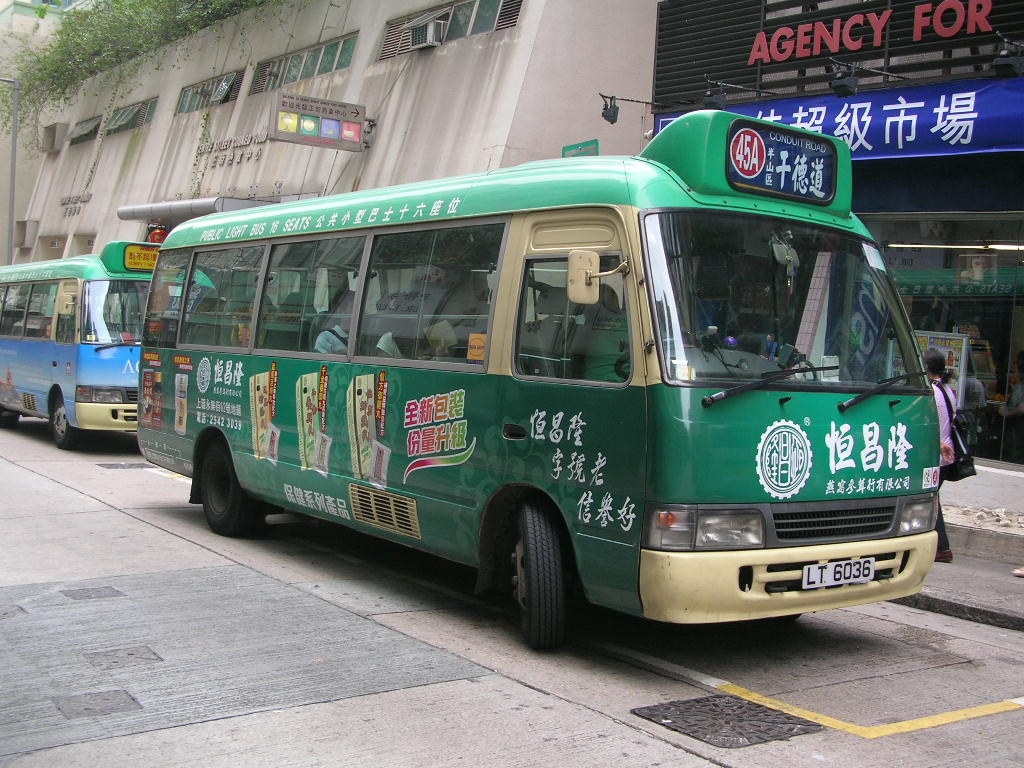
來往第一街至半山區的專線小巴45A線

- 1992年：主線45（中環天星碼頭-西營盤，經半山區）開辦，班次每隔20分鐘一班（已於1995年取消）。
- 1994年10月：主線45的其短途線45A開辦。
- 2011年12月4日：調整收費，全程收費由$4.4調整至$4.6，而分段收費由$1.5–$3.8調整至$1.6-$3.9不等。
- 2013年10月20日：調整收費，全程收費由$4.6調整至$4.8，而分段收費由$1.6–$3.9調整至$1.7-$4.1不等。
- 2014年12月28日：調整收費，全程收費由$4.8調整至$5.2，而分段收費由$1.7–$4.1調整至$2-$4.5不等。
- 2015年3月29日：為配合港鐵西營盤站正式啟用，本線服務時間由原本的0645-2000（平日）/0900-1800（假日）延長至0625-2230（平日）／0845-2230（假日），班次由原本每隔10-20分鐘一班加密至每隔8-15分鐘一班。[2]
- 2015年7月27日：由於港鐵西營盤站啟用後引致客量上升，本線將增派1部小巴行走，並加密班次。[3]
- 2016年8月29日：主線45A的其特别線45S開辦。[4]走線依主線45A，惟在羅便臣道下山方向會改經柏道直駛入卑利士道，不經屋蘭士街及列提頓道。
- 2018年4月15日：調整收費，全程收費由$5.2調整至$5.5，而分段收費由$2–$4.5調整至$2.1-$4.7不等[5]。

## 途經街道

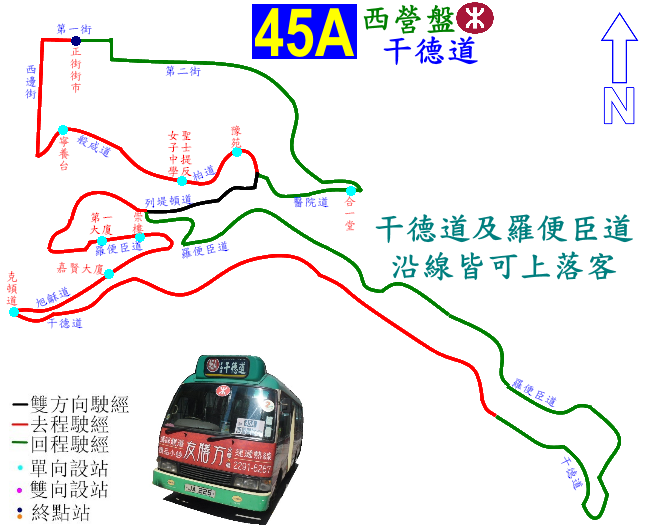
此線的走線圖

- 駛經：第一街，西邊街，般咸道，柏道，列堤頓道，巴炳頓道，羅便臣道，旭龢道，干德道，忌連拿利，羅便臣道，（A屋蘭士街，列堤頓道A），（S柏道S），卑利士道，般咸道，醫院道，第二街，正街及第一街。

A表示只有45A線駛經，而S則表示只有45S線駛經

## 收費
45A線及45S線同樣適用
- 全程收費：$5.5
  - 西營盤站(第一街)往列提頓道(西行)：$4.7
  - 卑利士道往西營盤(第一街)：$2.1

## 派車
本路線字軌有6部車，皆為豐田Coaster石油氣19座位小巴。
| 45A/45S用車列表 | 45A/45S用車列表 | 45A/45S用車列表     | 45A/45S用車列表 |
| 車牌            | 代數            | 備註                |                 |
| --------------- | --------------- | ------------------- | --------------- |
| TZ2789          | 2016年6LL       | 19座，前港島52用車  |                 |
| UH5682          | 2016年6LL       | 19座，前港島56用車  |                 |
| UR4446          | 2017年6LL       | 19座，前港島56用車  |                 |
| US3719          | 2017年6LL       | 19座，前港島35M用車 |                 |
| VD2712          | 2017年7LL       |                     |                 |
| VD8933          | 2017年7LL       | 在平日只需行走45S線 |                 |